# روبرت بيترسون (سياسي)
روبرت بيترسون هو سياسي أمريكي، ولد في 14 مارس 1888، وتوفي في 2 سبتمبر 1968. نشط حزبياً في الحزب الديمقراطي. وقد انتخب نائب حاكم جنوب داكوتا ‏.